# Tanimachi 9-chome (métro d'Osaka)
Tanimachi 9-chome (谷町九丁目駅, Tanimachi kyūchōme-eki) est une station du métro d'Osaka sur les lignes Sennichimae et Tanimachi dans l'arrondissement de Tennōji à Osaka.

## Situation sur le réseau
La station Tanimachi 9-chome est située au point kilométrique (PK) 6,6 de la ligne Sennichimae, entre les stations Nippombashi et Tsuruhashi, et au PK 16,1 de la ligne Tanimachi, entre les stations Tanimachi 6-chome et Shitennoji-mae Yuhigaoka.

## Histoire
La station a été inaugurée le 17 décembre 1968.

## Services aux voyageurs

### Accès et accueil
La station est ouverte tous les jours.

### Desserte
- Ligne Sennichimae :
  - voie 1 : direction Minami-Tatsumi
  - voie 2 : direction Nodahanshin
- Ligne Tanimachi :
  - voie 1 : direction Yaominami
  - voie 2 : direction Dainichi

Installations et desserte
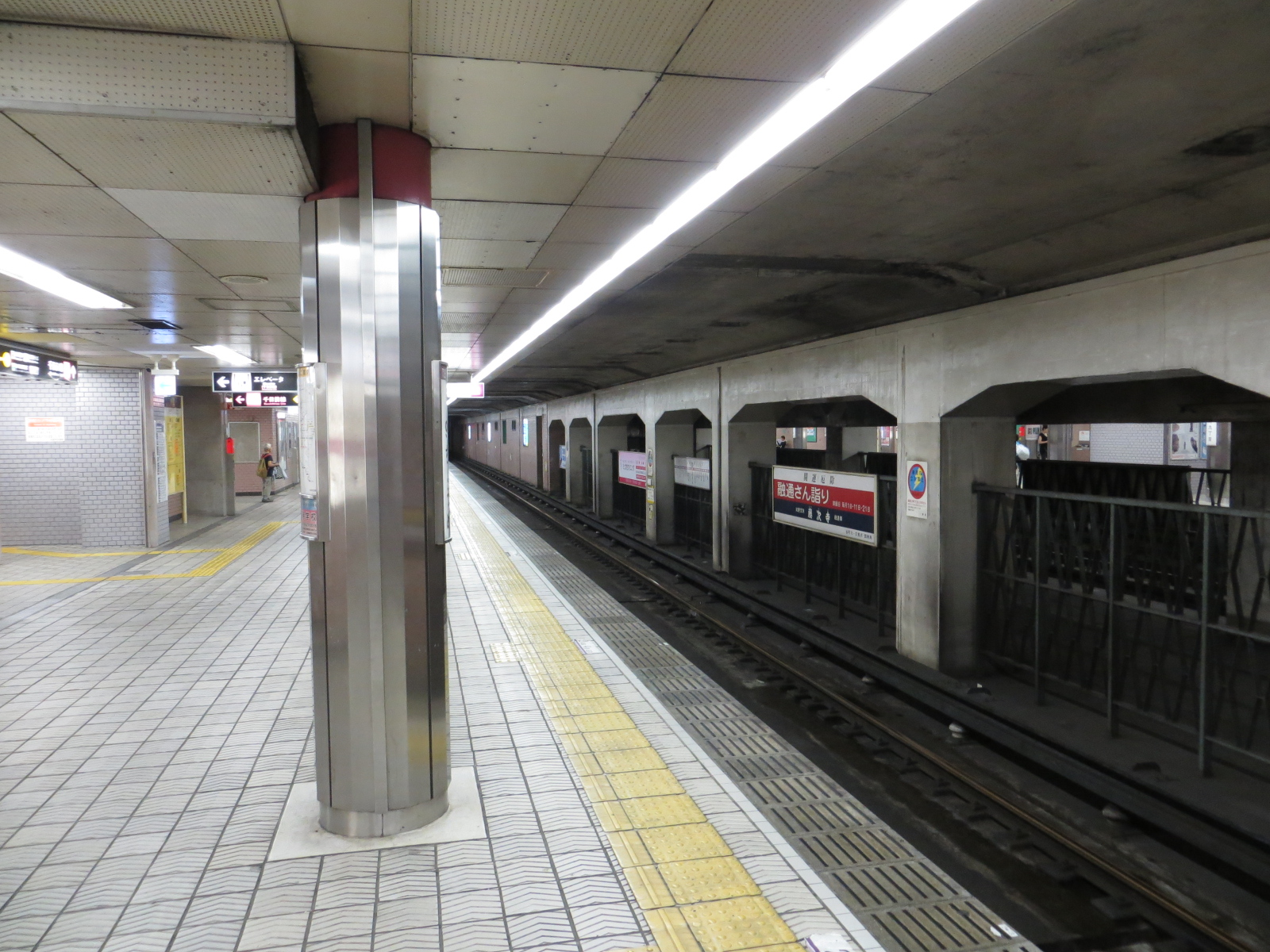
Vue des quais de la ligne Tanimachi
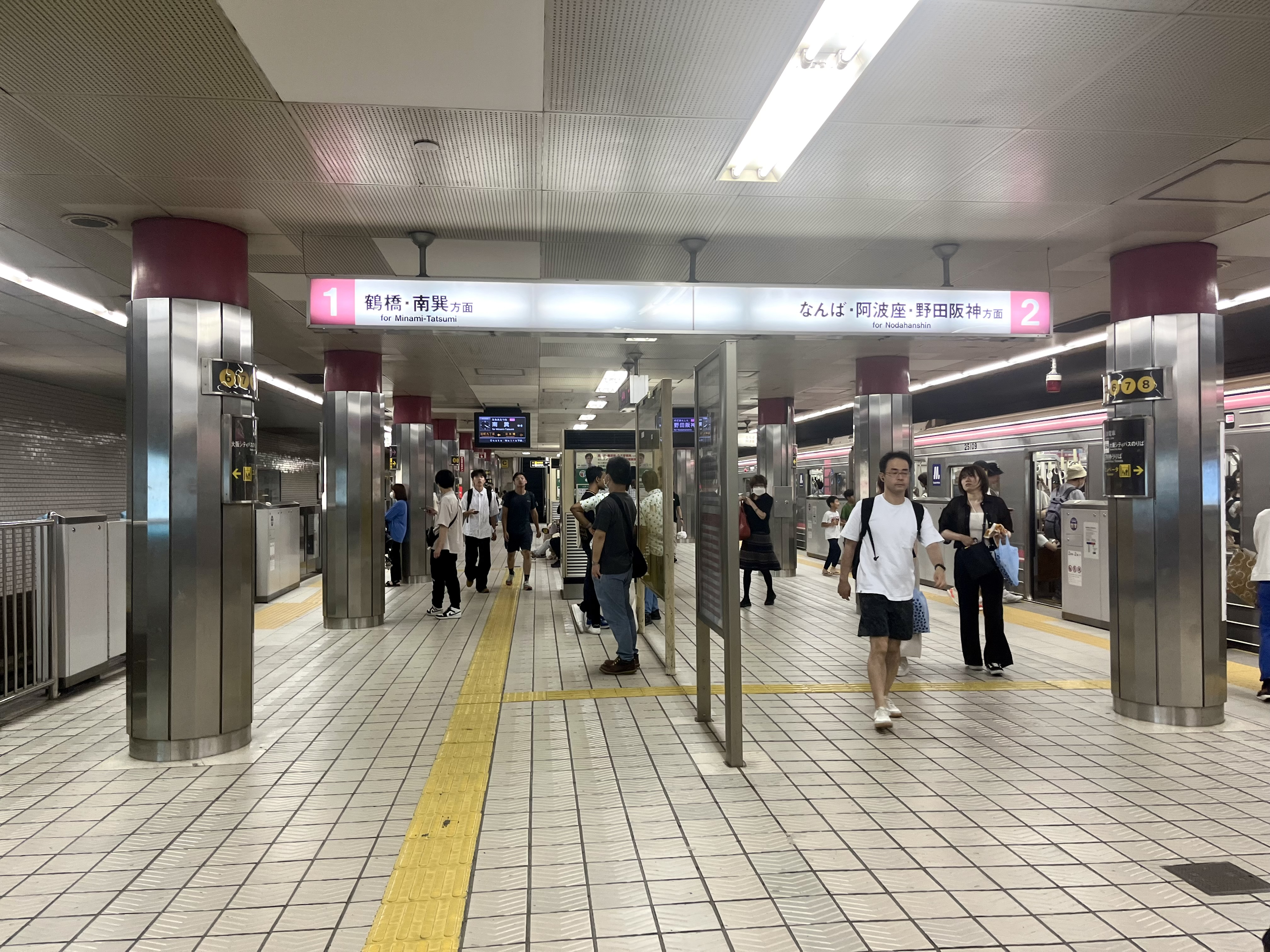
Vue du quai de la ligne Sennichimae

### Intermodalité
La gare d'Osaka-Uehommachi de la compagnie Kintetsu est située à proximité.